# Four Ramps
Die Four Ramps (englisch für Vier Rampen) sind eine Gruppe aus vier Felsspornen in der antarktischen Ross Dependency. Im Königin-Maud-Gebirge ragen sie ungefähr parallel aus den Eismassen im nordöstlichen Abschnitt des Sullivan Ridge an der Westflanke des Ramsey-Gletschers auf.
Luftaufnahmen entstanden bei der US-amerikanischen Operation Highjump (1946–1947). Das Advisory Committee on Antarctic Names verlieh ihnen 1962 ihren deskriptiven Namen.